# Time After Time (jazzstandard)
Time After Time is een  jazzstandard uit 1947 waarvoor Sammy Cahn de tekst en Jule Styne de muziek schreef.
Frank Sinatra introduceerde het lied samen met Kathryn Grayson in de film It Happened in Brooklyn. Een andere bekende en door jazzliefhebbers geprezen versie is die van Chet Baker uit 1954 in The Best of Chet Baker Sings, waarin hij zowel het nummer zingt als trompet speelt. Andere opgemerkte opnames waren die van J.J. Johnson (The Eminent J.J. Johnson, Vol. 2, eveneens in 1954), en die van Stan Getz uit 1957.